# Quanta Cura
Quanta Cura (лат. "З якою ретельністю") — 27-а енцикліка Папи Пія IX, яку він опублікував у 1864 році разом із Syllabus Errorum (лат. "Програма помилок"). 
У ній були засуджені всі "сучасні" ідеології, від лібералізму до соціалізму. Енцикліка також містила критику Французької революції та італійського Рісорджименто, посилаючись на свободу думки Просвітництва як "свободу втратити себе". Крім того, енцикліка піддала різкій критиці прагнення створити світську державу, тим самим розірвавши зв'язок між вівтарем і троном, який існував до цього часу. Тим самим він виступив проти тенденції до секуляризації держав у Європі. Також лист включав заперечення постулатів про те, що люди вільні приймати й сповідувати будь-яку релігію, яку вони вважають істинною, що люди можуть досягти вічного спасіння, сповідуючи будь-яку релігію, і що можна догодити Богові як у протестантській, так і в католицькій церкві.
Претензії Католицької Церкви, сформульовані в цій енцикліці, на те, що вона є найвищим авторитетом у духовних питаннях, пізніше були підтверджені догматом про непогрішність. Через неприйняття ліберальних цінностей енцикліка сприяла тому, що демократичні форми суспільства тривалий час вважалися "нехристиянськими".
Декларація Dignitatis humanae (лат. "Про гідність людської особи") Другого Ватиканського Собору визнала релігійну свободу, що суперечило енцикліці "Quanta Cura".